# Martín Vizcarra
Martín Alberto Vizcarra Cornejo (Lima, 22 mars 1963) är en peruansk civilingenjör och politiker. Han var president i Peru efter att Pedro Pablo Kuczynski (PPK), i vars regering han hade varit förste vicepresident, avgått till följd av en politisk korruptionsskandal under uppsegling. Vizcarra tillträdde som president den 23 mars 2018 och styrde fram till den 9 november 2020 då parlamentet förklarade honom "permanent moraliskt oförmögen”.
I februari 2021 var han inblandad i Vacunagate-skandalen. I de allmänna valen i Peru 2021 ställde han upp i kongressvalet för partiet Somos Perú; men på grund av en tidigare riksrätt mot honom, var han diskvalificerad från att inneha offentliga uppdrag i 10 år.